# ابرمرد (فیلم)
ابرمرد فیلمی به کارگردانی و نویسندگی داوود اسماعیلی محصول سال ۱۳۵۳ است.

## داستان
حسین‌فری و رضا کلک انداز مرتکب قتل می‌شوند و با شهادت فخری شریک شان مسلم را به زندان می‌اندازند. آن دو حاضر نمی‌شوند سهم قمارخانهٔ مشترکشان را به شمسی، همسر مسلم، که با پدر و مادر مسلم زندگی می‌کند، بپردازند. مسلم با ارسال نامه ای به دوست قدیمی اش کریم آبادانی او را به کمک می‌طلبد. کریم با حسین‌فری و رضا کلک انداز درمی‌افتد و از فخری می‌خواهد که شهادت دروغش را پس بگیرد. حسین و رضا فخری را تهدید می‌کنند و کریم را زخمی می‌کنند. شمسی از کریم پرستاری و به او علاقمند می‌شود و نفرت پدر و مادر مسلم را برمی‌انگیزد. شمسی برای آنکه شوهرش در حبس بماند از حسین می‌خواهد که فخری را از بین ببرد. رضا با شکایت کریم به حبس می‌افتد و حسین شمسی را گروگان می‌گیرد. با شهادت فخری مسلم آزاد می‌شود، و پدر و مادرش او را نسبت به همسرش بدبین می‌کنند؛ اما فخری مسلم را از سوءتفاهم درمی‌آورد، و مسلم به کمک کریم می‌شتابد و همسرش را نجات می‌دهند. کریم و فخری به آبادان برمی گردند و مسلم و شمسی زندگی جدیدی را آغاز می‌کنند.

## بازیگران
- ناصر ملک مطیعی
- آرام
- حسین گیل
- طاهره غفاری
- نرسی کرکیا
- محمود تهرانی
- گیتی فروهر
- امیر تاجیک
- ذبیح‌الله ذبیح‌پور
- نریمان شیری فرد
- نصیری
- عباس مختاری
- بهرام وطن‌پرست‏
- فرهاد خانمحمدی